# Indian Mountaineering Foundation
Die Indian Mountaineering Foundation (IMF, deutsch Indische Bergsteiger-Stiftung) ist der nationale Verband für Bergsteigen und verwandte Tätigkeiten in Indien.

## Geschichte
Nach der Erstbesteigung des Mount Everest 1953 durch die Britische Mount-Everest-Expedition mit Sir Edmund Hillary und Tenzing Norgay wurde in Indien das Interesse am Bergsteigen geweckt. 1957 als Unterstützungskomitee für eine Expedition zum Cho Oyu im Himalaya gegründet, wurde das Aufgabengebiet auf die Unterstützung von Expeditionen zum Mount Everest und später allgemein in den Himalaya erweitert. Am 5. Januar 1961 wurde das Komitee in die heutige Indian Mountaineering Foundation umgewandelt. Offiziell registriert wurde sie am 3. November 1961. Die IMF ist seit 1981 UIAA-Mitglied. Sie ist auch Mitglied der International Federation of Sport Climbing. Sie ist der indischen Regulierungsstelle für Sportklettern bei den Olympischen Spielen angeschlossen. Seit 2018 führt die IMF landesweit Wettbewerbe in Sportklettern durch.

## Tätigkeit
Die IMF unterstützt Bergsteigen, Felsklettern, Sportklettern und Trekking durch In- und Ausländer im indischen Teil des Himalayas.
Sitz der IMF ist Neu-Delhi. Das aktuelle Hauptquartier wurde 1980 durch Indira Gandhi, die damalige indische Premierministerin, eingeweiht. Es umfasst eine Bibliothek mit Lesesaal, einen Hörsaal mit 150 Plätzen, 36 Übernachtungsmöglichkeiten, ein Museum über zwei Etagen zum Thema Himalaya und Entwicklung des Bergsteigens und eine Sportkletterwand. Die IMF organisiert, dass Wetterberichte für den Himalaya im Rundfunk verlesen werden, und arbeitet mit der Indischen Luftwaffe und anderen Stellen bei der Rettung bei Unfällen und Krankheiten aus den Bergen zusammen. 
Die IMF organisiert zahlreiche Expeditionen in den Himalaya einschließlich des Mount Everest. Sie vermittelt an ausländische Expeditionen die notwendige Genehmigung der Expedition durch die Indische Regierung und zieht die dafür zu zahlenden Gebühren ein.
Sie betätigt sich im Bereich des Schutzes der Bergwelt und der Vermittlung von Wissens, insbesondere über die Schutzbedürftigkeit des Himalayas.

## IMF Mountain Film Festival
In 2017 organisierte die IMF unter Leitung von Maninder Kohli das Mountain Film Festival. Dabei wurden Kurzfilme (bis zu 20 Minuten Länge) prämiert, die Bergsport oder die Natur im Himalaya zum Thema hatten. Die Filme der Preisträger wurden auf dem Gelände der IMF in Neu-Delhi vorgeführt.

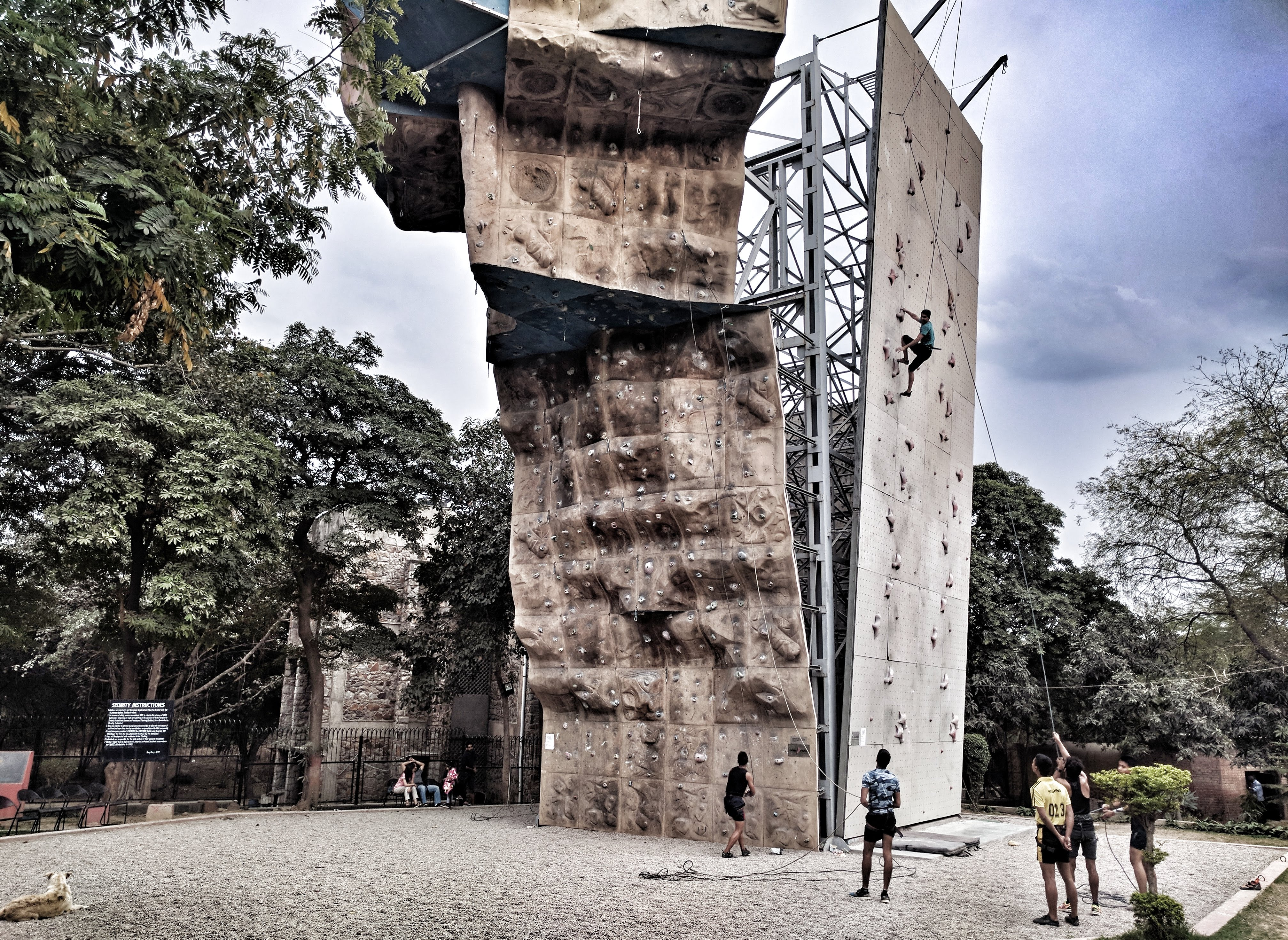
Kletteranlage der IMF in Neu-Delhi
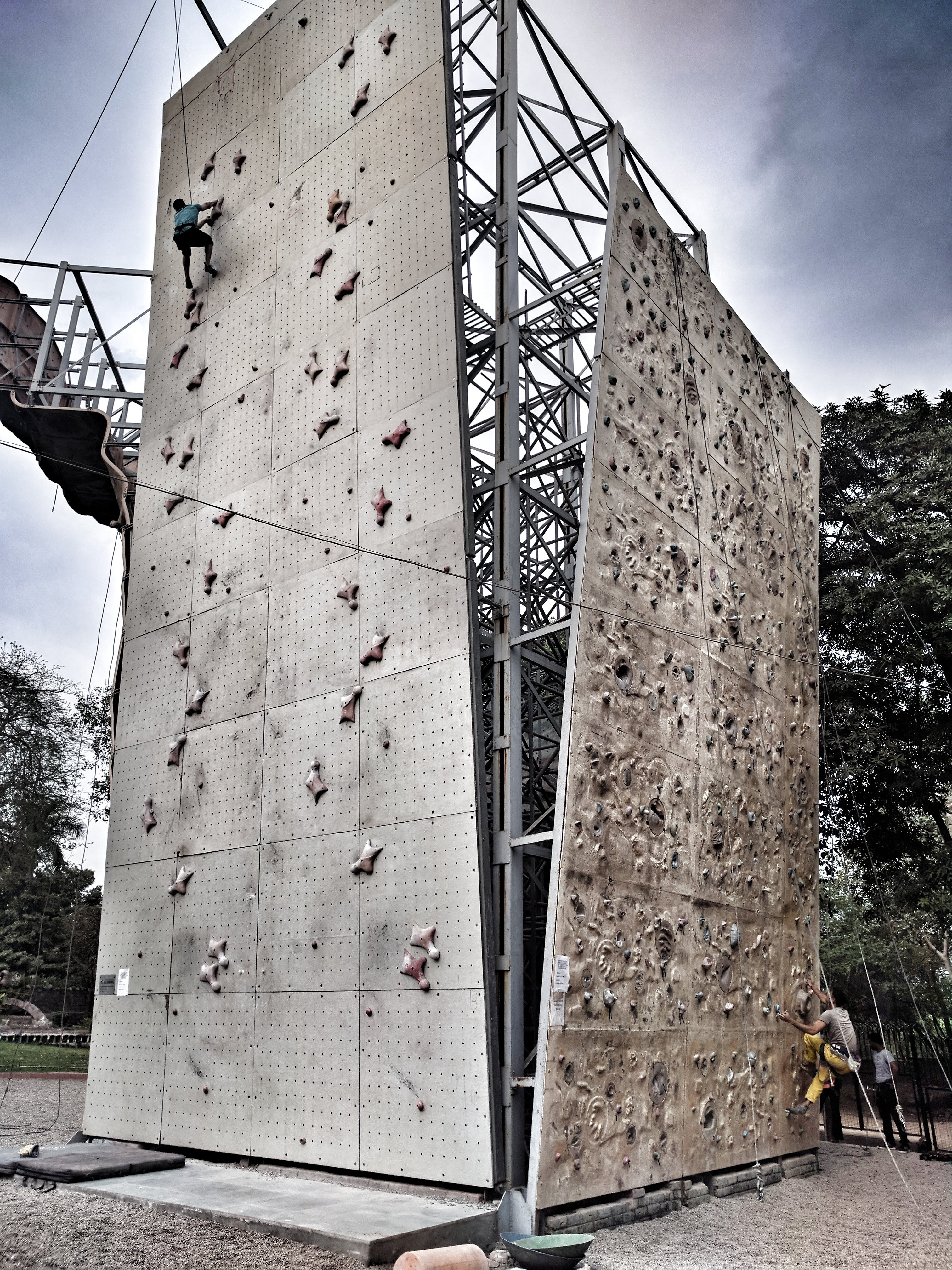
Kletteranlage der IMF in Neu-Delhi
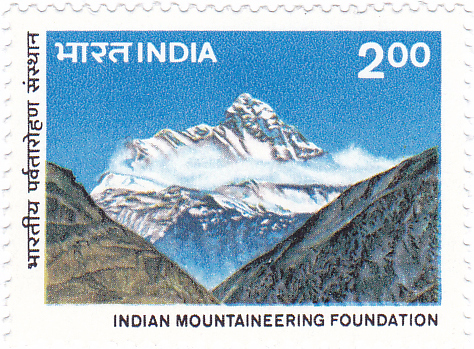
Briefmarke 1983 zum 25-jährigen Jubiläum